# Johannes Rungius
Johannes Rungius, född 1596 i Sankt Lars församling, död 14 april 1674 i Styrstads församling, Östergötlands län, var en svensk präst.

## Biografi
Johannes Rungius föddes 1596 i Sankt Lars församling. Han var son till bonden Måns på Spångerum. Rungius studerade i Linköping och prästvigdes 23 maj 1621. Han arbetade från 1621 till 1639 som förstelärare och kantor vid Norrköpings trivialskola. Den 28 mars 1645 blev han kyrkoherde i Styrstads församling. Han avled 1674 i Styrstads församling och begravdes 28 maj samma år i Styrstads kyrka av biskopen Johannes Elai Terserus, med likpredikan av kyrkoherden Olavus Laurentii Bodinus, Västerviks församling.

### Familj
Rungius gifte sig 1644 med Christina Banck (1597–1673), dotter till kyrkoherden Johannes Banck i Furingstads församling och Brita Jonsdotter. Christina Banck var änka efter kyrkoherden Joannes Stigh i Styrstads församling.